# Kamehameha (Dragon Ball)

Super Saiyan Goku mentre scaglia una potente Kamehameha

Nella serie Giapponese di  manga e anime di Dragon Ball di Akira Toriyama, la Kamehameha (かめはめ波? lett. "onda della tartaruga"), chiamata Onda energetica nell'edizione Mediaset dell'anime e Onda Kamehame nell'edizione Junior TV della prima serie e nell'Evergreen Edition del manga, è un'emissione di energia di colore bianco-azzurro utilizzata molto spesso in combattimento.

## Creazione
L'idea della Kamehameha prese forma nella mente di Toriyama quando volle "esprimere il ki, che non può essere visto ad occhio nudo", in un modo che fosse accessibile ad un pubblico giovanile di manga. Dopo aver sperimentato una varietà di pose, si decise per quella che poi divenne la mossa definitiva. "Kamehameha" è il nome di cinque re hawaiani dell'omonima dinastia regnante sull'arcipelago dal 1810 al 1872; la scelta del nome fu un'idea della moglie di Toriyama che notò come il termine acquistasse curiosamente significato anche in lingua giapponese a causa della particolare divisione in sillabe. Tali parole sono "tartaruga" (kame) e "onda" (ha); "hame" invece non trova riscontro in nessuna parola giapponese se non una vicinanza ad "hametsu" (distruzione). La tecnica acquisisce così il significato di "onda della tartaruga".

## Descrizione

Schema dell'esecuzione di una Kamehameha

La tecnica viene eseguita concentrando il ki, l'energia che viene utilizzata per qualsiasi colpo speciale nella serie Dragon Ball, nelle mani. Una volta apprestata, la sfera energetica è già pronta per essere lanciata. Per farlo, la tecnica della Kamehameha prevede che le mani vadano protese in velocità in direzione del bersaglio. La potenza del colpo varia dalla forza del soggetto che la applica, quindi dalla quantità di ki posseduta.
La mossa è stata creata dal Maestro Muten in cinquanta anni di allenamento; ciò nonostante i suoi allievi, per primo Goku, imparano la tecnica molto rapidamente: proprio Goku riesce a ripeterla dopo averla osservata una sola volta, mentre veniva eseguita per spegnere l'incendio sul Monte Friggi Friggi. Yamcha e Crilin la imparano durante il 22º Torneo Tenkaichi. Anche Tenshinhan, nel corso del medesimo torneo, dimostra di saperla eseguire. In seguito la tecnica verrà imparata anche da Gohan, Goten, Trunks, Ub e Pan.
Tra gli antagonisti dell'opera, solamente tre hanno imparato tale tecnica in maniera diversa. Il primo è Cell che grazie alle cellule di Goku ha acquisito tutte le sue tecniche. Il secondo è Majin Bu che riesce ad eseguirla tramite la sua incredibile capacità di apprendimento mentre il terzo è Black Goku, alias Zamasu, che dopo aver scambiato il suo corpo con quello del Saiyan ha imparato alcune delle sue mosse.
Nel corso della storia questa tecnica subisce diverse variazioni: Goku riesce infatti a curvare il tragitto per prendere alle spalle il Grande Mago Piccolo; sempre Goku, la emette dai piedi per usarla come propulsione energetica, durante il combattimento tra lui e Piccolo nel Torneo Tenkaichi. In Dragon Ball Super nel corso del Torneo del Potere Goku la scaglia in aria e riesce a scorrere sopra l'esplosione gigante, lanciatagli da Kefla, riducendo la distanza tra loro per poi colpirla. Sempre lo stesso Goku durante il combattimento contro Jiren usa l'energia della Kamehameha come scudo energetico per ridurre la forza distruttiva di un attacco lanciatogli dal nemico.

## Eredità culturale
La Kamehameha è diventato uno dei simboli più identificativi della serie Dragon Ball. In un sondaggio del 2011, condotto dal sito giapponese Cobs Online sulle armi e tecniche di combattimento di manga più amate dal pubblico nipponico, la Kamehameha ottenne il 65,5% di preferenze dal pubblico maschile e il 63,5% da quello femminile, piazzandosi al primo posto con più del triplo dei voti rispetto alle seconde. Lucia Lasorsa di MangaForever ha considerato la Kamehameha come la tecnica più devastante di Dragon Ball mentre Amedeo Sebastiano di Everyeye.it l'ha trovata come una delle dieci migliori tecniche di combattimento della serie.
Molte serie hanno in seguito parodiato o omaggiato la famosa tecnica. Ad esempio negli ultimi episodi dell'anime Excel Saga, Pedro ed altri personaggi utilizzano un colpo energetico chiamato NabeNabeHa. Altro riferimento a Dragon Ball è che i personaggi si potenziano, ottenendo dei voluminosi capelli "alla afro", parodia dei Super Saiyan. Nel quarto episodio dell'anime Abenobashi, il protagonista Sasshi deve affrontare un combattimento di arti marziali, vestito con la famosa tuta gialla indossata da Bruce Lee in L'ultimo combattimento di Chen. Arriva così ad eseguire una serie di calci rovesciati in puro stile Tekken, per poi trasformarsi in Super Saiyan ed eseguire una Kamehameha, con cui vince il duello. Altre serie che presentano tecniche chiaramente ispirate a questa sono: Keroro, dove il protagonista omonimo esegue la KinKeroKeroHan (nell'adattamento italiano dell'anime Onda Kin Kin Kero); Nekomajin, opera dello stesso Akira Toriyama e parodia di Dragon Ball, in cui i protagonisti utilizzano la NekoHameHa; e Ranma ½, dove esiste un colpo simile chiamato Shishi Hoko Dan ("Colpo del leone" nell'adattamento italiano).